# Platanthera tipuloides
Espèce
Statut de conservation UICN

 LC  : Préoccupation mineure
Platanthera tipuloides est une espèce d'orchidées du genre Platanthera.